# Intime Conviction (téléfilm, 2014)
Pour les articles homonymes, voir Intime conviction (homonymie).
Intime Conviction est un téléfilm français réalisé par Rémy Burkel et diffusé pour la première fois le 14 février 2014 sur Arte. 

## Synopsis
La femme de Paul Villers, médecin-légiste, est retrouvée morte à son domicile. La capitaine Judith Lebrun est chargée de l'enquête et le soupçonne d'être le criminel.

## Fiche technique
- Réalisation : Rémy Burkel
- Scénario : Dominique Garnier
- Musique : Baptiste Charvet
- Producteur : Denis Poncet
- Production : Maha Productions, ARTE France, TV5 Monde, Supergazol

## Distribution
- Philippe Torreton : Paul Villers
- Marie Bäumer : Manon Villers
- Camille Japy : Judith Lebrun
- Faouzi Bensaïdi : Hedi Himer
- Stéphane Blancafort : Pierre
- Emile Abossolo M'bo : Momo
- Fred Ulysse : le père de Paul
- Constance Dollé : Lucie Villers

## Interdit de diffusion
À la suite de la diffusion de ce téléfilm, le Dr Jean-Louis Muller assigne en référé Arte et la société de production Maha, sur le fondement du droit au respect de la vie privée. Il est reproché au téléfilm de reprendre, avec une très grande exactitude, l'affaire dont il a été le principal suspect avant d'être acquitté le 31 octobre 2013 et ce sans lui avoir au préalable demandé son accord ; le plaignant estime au surplus que par le biais du vote des téléspectateurs sur la culpabilité du personnage de fiction qui va s'ensuivre, son innocence est remise en cause. Le 27 février 2014, le tribunal de grande instance de Paris statuant en référé ordonne à la chaîne d'arrêter immédiatement la diffusion du téléfilm sur tous les supports,. Quelques mois plus tard, l'interdiction du programme est confirmée au fond et les défendeurs doivent verser 50 000 euros de dommages-intérêts à Jean-Louis Muller.